# Lindsjön, Västmanland
Lindsjön är en sjö i Sala kommun i Västmanland och ingår i Norrströms huvudavrinningsområde.